# Xiao Hong (cràter)
Xiao Hong és un cràter d'impacte en el planeta Venus de 38,7 km de diàmetre. Porta el nom de Xiao Hong (1911-1942), escriptora xinesa, i el seu nom va ser aprovat per la Unió Astronòmica Internacional el 1991.